# Djoser
Djoser (hay còn được đọc là  Djeser và Zoser) là vị pharaon nổi tiếng nhất và được xem là người sáng lập ra Vương triều thứ 3 vào thời Cổ Vương quốc Ai Cập. Ông là con trai của vua Khasekhemwy với hoàng hậu Nimaethap, nhưng hiện không rõ liệu ông thực sự là người đã kế vị ngôi vua sau khi vua cha qua đời hay không hoặc có thể còn có một vị vua nào khác. Hầu hết các bản danh sách vua thời Ramesses đều ghi lại tên của một vị vua là Nebka nằm phía trước tên của ông, nhưng hiện vẫn còn chưa thể đồng nhất được được tên của vị vua này với tên horus nào khác cùng thời. Djoser còn được gọi với nhiều tên gọi khác nhau như Tosorthros (từ Manetho) và Sesorthos (từ Eusebius). 

## Danh tính

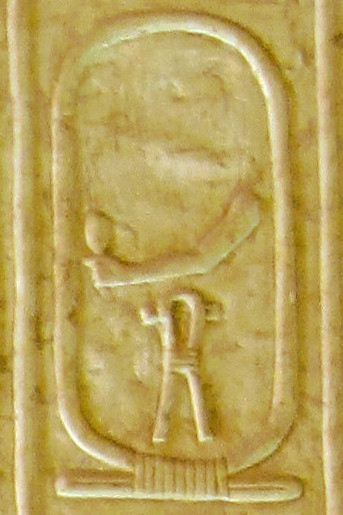
Tên đồ hình ...djeser-sah trong bản danh sách vua Abydos

Bức tượng bằng đá vôi được sơn màu của Djoser, hiện đang nằm trong bảo tàng Ai Cập ở Cairo, là bức tượng có kích cỡ bằng người thật cổ nhất của Ai Cập.Ngày nay tại nơi nó được tìm thấy ở Saqqara, một bản sao bằng thạch cao của bức tượng đã được đặt tại vị trí ban đầu của nó. Bức tượng này được tìm thấy trong các cuộc khai quật khảo cổ giai đoạn từ năm 1924-1925.
Trong những dòng chữ khắc đương thời, ông được gọi là Netjerikhet, có nghĩa là "con người thần thánh." Các ghi chép sau này, bao gồm một trích dẫn dưới thời Tân Vương quốc về các công trình xây dựng của ông, đã giúp chứng thực rằng Netjerikhet và Djoser đều là cùng một người.
Trong khi Manetho ghi lại rằng Necherophes là vị vua đầu tiên của triều đại thứ ba thì bản danh sách Vua Turin lại ghi là Nebka. Nhiều nhà Ai Cập học giờ đây tin rằng Djoser mới là vị vua đầu tiên của triều đại này, điều này có được là dựa trên thứ tự các vị vua tiền nhiệm của Khufu được đề cập đến trong Cuộn giấy cói Westcar và từ đó rút ra kết luận rằng Nebka nên được đặt vào vị trí nằm giữa triều đại của Djoser và Huni, chứ không phải cai trị trước Djoser. Nhà Ai Cập học người Anh Toby Wilkinson đã khẳng định rằng những con dấu niêm phong nằm ở lối vào ngôi mộ của Khasekhemwy tại Abydos chỉ mang tên của vua Djoser chứ không phải tên của Nebka. Điều này giúp ủng hộ quan điểm cho rằng Djoser đã mai tàng, và do đó trực tiếp kế vị Khasekhemwy chứ không phải là Nebka.

## Gia đình
Bởi vì nữ hoàng Nimaethap được nhắc đến với tước hiệu "Người Mẹ của những người con của đức Vua" trên một chiếc bình với dấu triện của Khasekhemwy, cho nên một số tác giả cho rằng bà là mẹ của Djoser và Khasekhemwy là cha của ông. Điều này cũng được chứng thực bởi một chiếc bình khác có niên đại vào triều đại của Djoser, trên đó bà được gọi là "Mẹ của đứa Vua của hai vùng đất". Dường như bà vẫn còn được thờ cúng tới tận triều đại của Sneferu.
Hetephernebti được xem là một trong những hoàng hậu của Djoser nhờ vào những chữ khắc trên "một loạt các bia đá ranh giới nằm cạnh bức tường bao quanh Kim tự tháp bậc thang (bây giờ chúng hiện đang nằm trong các viện bảo tàng khác nhau) và từ một mảnh phù điêu vỡ của một tòa nhà tại Hermopolis" hiện đang nằm tại bảo tàng Ai Cập ở Turin.
Inetkawes là người con gái duy nhất của họ được biết đến. Ngoài ra còn có một người phụ nữ thuộc hoàng gia nữa được chứng thực là đã sống dưới triều đại của Djoser, nhưng tên của bà đã bị hủy hoại. Mối quan hệ giữa Djoser và vị vua kế vị ông, Sekhemkhet, lại không được rõ ràng, và thời điểm ông qua đời cũng không chắc chắn.

## Triều đại

### Độ dài triều đại
Manetho ghi lại rằng Djoser đã cai trị Ai Cập trong suốt 29 năm, trong khi bản danh sách Vua Turin ghi lại là 19 năm. Căn cứ vào số lượng các dự án xây dựng quan trọng của ông, đặc biệt tại Saqqara, một số học giả cho rằng Djoser phải có một triều đại kéo dài gần ba thập kỷ. Do đó, con số của Manetho đưa ra dường như chính xác hơn, theo như phân tích của Wilkinson và việc tái khôi phục lại tấm bia Biên niên sử Hoàng gia. Wilkinson sau khi tái khôi phục lại Biên niên sử đã xác định rằng triều đại của Djoser kéo dài "trọn vẹn 28 năm hoặc vài tháng của năm 28", điều này có được là nhờ vào sự kiện kiểm kê số lượng gia súc được ghi lại trên bia đá Palermo và mảnh vỡ 1 bia đá Cairo, tại thời điểm bắt đầu và kết thúc triều đại của Djoser, từ năm 1-5 và từ năm 19-28. Thật không may, hầu hết trong số các sự kiện năm đều không thể còn đọc được. Chỉ còn sự kiện năm đăng quang của nhà vua là còn nguyên vẹn, tiếp theo đó là những sự kiện cùng năm như " lễ đón nhận hai cây trụ cột" và "lễ kéo dây cho pháo đài Qau-Netjerw" ("những ngọn đồi của các vị thần")

### Thành tựu

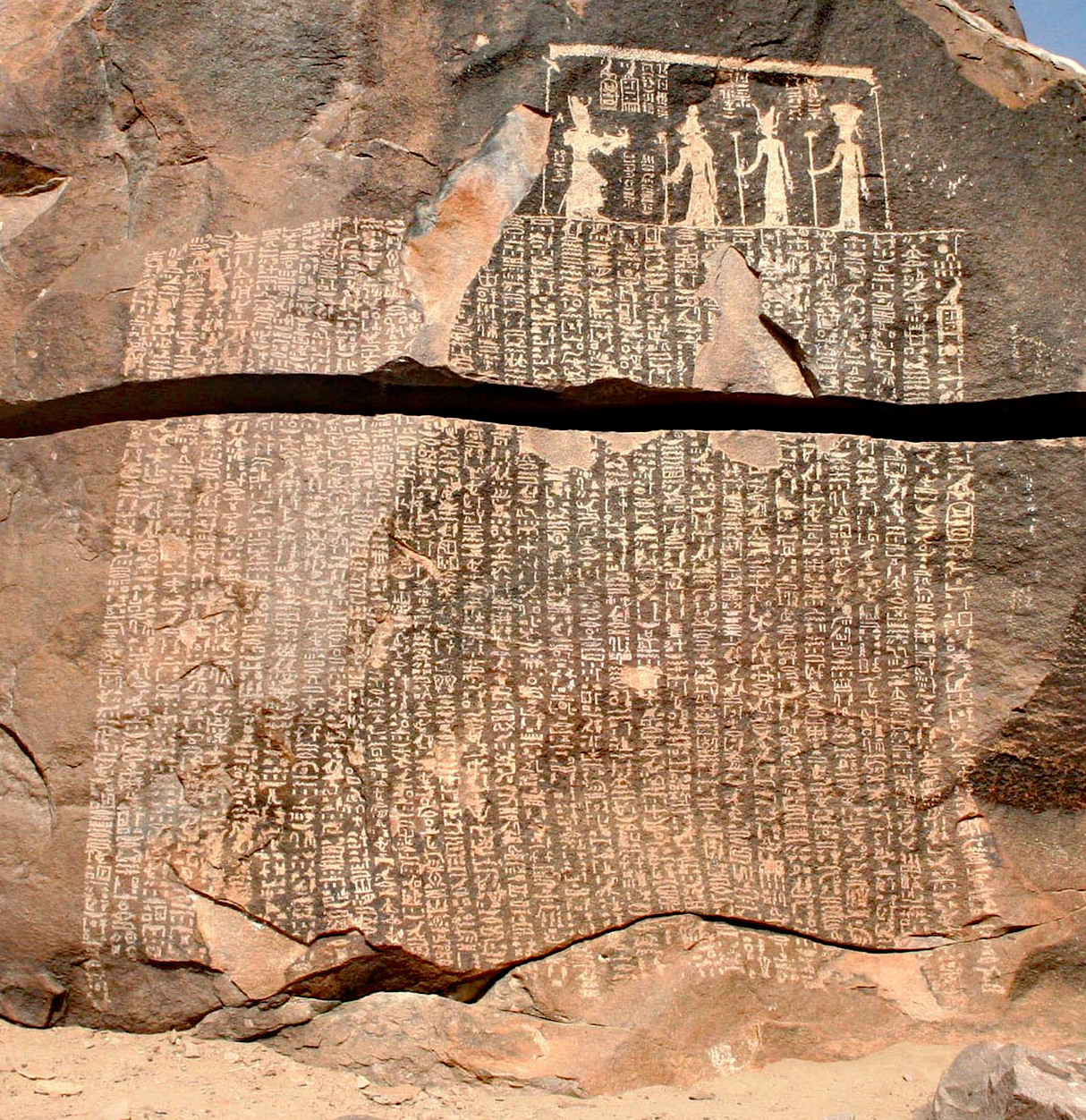
Tấm bia đá Nạn Đói đề cập tới Djoser.

Sau khi lên ngôi, ông đã đem quân chinh phục các bộ lạc địa phương ở bán đảo Sinai. Ông cũng tổ chức các cuộc thám hiểm các mỏ quặng có giá trị như lam ngọc và đồng. Chúng ta biết được điều này là nhờ vào những dòng chữ khắc trên đá được tìm thấy trong sa mạc Sinai, và trên đó đôi lúc khắc họa cả biểu tượng của thần Seth cùng với biểu tượng của Horus, mà vốn khá phổ biến dưới triều đại của Khasekhemwy. Ngoài ra, bán đảo Sinai còn có tầm quan trọng về mặt chiến lược như là một vùng đệm nằm giữa vùng châu thổ sông Nile và châu Á.
Một số mảnh phù điêu vỡ được tìm thấy ở Heliopolis và Gebelein đã đề cập đến tên của Djoser và ghi lại rằng ông đã ra lệnh cho xây dựng các công trình ở những thành phố này. Ngoài ra, ông có thể đã ấn định biên giới phía nam của vương quốc tại thác nước thứ nhất trên sông Nile. Một tấm bia đá còn được biết đến với tên gọi Bia đá nạn đói được cho là có niên đại vào triều đại của Djoser, nhưng có lẽ nó đã được tạo ra dưới triều đại Ptolemaios, thuật lại rằng chính nhờ vào việc vua Djoser đã cho xây dựng lại ngôi đền Khnum trên hòn đảo Elephantine tại thác nước thứ nhất, mà vì thế nạn đói kéo dài bảy năm ở Ai Cập đã kết thúc. Một số học giả coi câu chuyện cổ này giống như là một truyền thuyết được lưu truyền vào thời điểm tấm bia đá này được khắc. Tuy nhiên, nó cũng cho thấy rằng hơn hai ngàn năm sau người Ai Cập vẫn còn nhớ đến Djoser.
Mặc dù dường như lúc đầu Djoser đã cho xây dựng một lăng mộ dang dở tại Abydos (Thượng Ai Cập), cuối cùng thì bản thân ông lại được an táng trong kim tự tháp nổi tiếng của mình tại Saqqara ở Hạ Ai Cập. Bởi vì vua Khasekhemwy là vị pharaoh cuối cùng được chôn cất tại Abydos, cho nên một số nhà Ai Cập học suy luận rằng quá trình dời đô phía bắc đã được hoàn tất dưới triều đại của Djoser.

## Djoser và Imhotep
Một trong những người nổi tiếng nhất cùng thời với vua Djoser đó chính là vị tể tướng của ông, "người đứng đầu xưởng đóng tàu của hoàng gia" và "người giám sát tất cả các công trình bằng đá", Imhotep. Imhotep đã giám sát các dự án xây dựng như lăng mộ của vua Djoser và vua Sekhemkhet. Cũng có thể Imhotep đã được đề cập đến trong cuộn giấy cói Westcar nổi tiếng, trong một câu chuyện được gọi là "Khufu và các pháp sư". Nhưng bởi vì cuộn giấy cói này đã bị hư hỏng nặng ở phần đầu của nó, cho nên tên của Imhotep đã không còn nữa. Một cuộn giấy cói khác đến từ đền thờ Tebtunis có niên đại vào thế kỷ thứ 2, vẫn còn lưu giữ một câu chuyện dài được viết theo lối viết bình dân kể về Djoser và Imhotep. Dưới triều đại của Djoser, Imhotep đã giữ một vai trò quan trọng và nổi tiếng đến mức ông ta có được vinh dự được khắc tên lên bức tượng của vua Djoser đặt trong khu nghĩa trang của nhà vua ở Saqqara.

## Lăng mộ

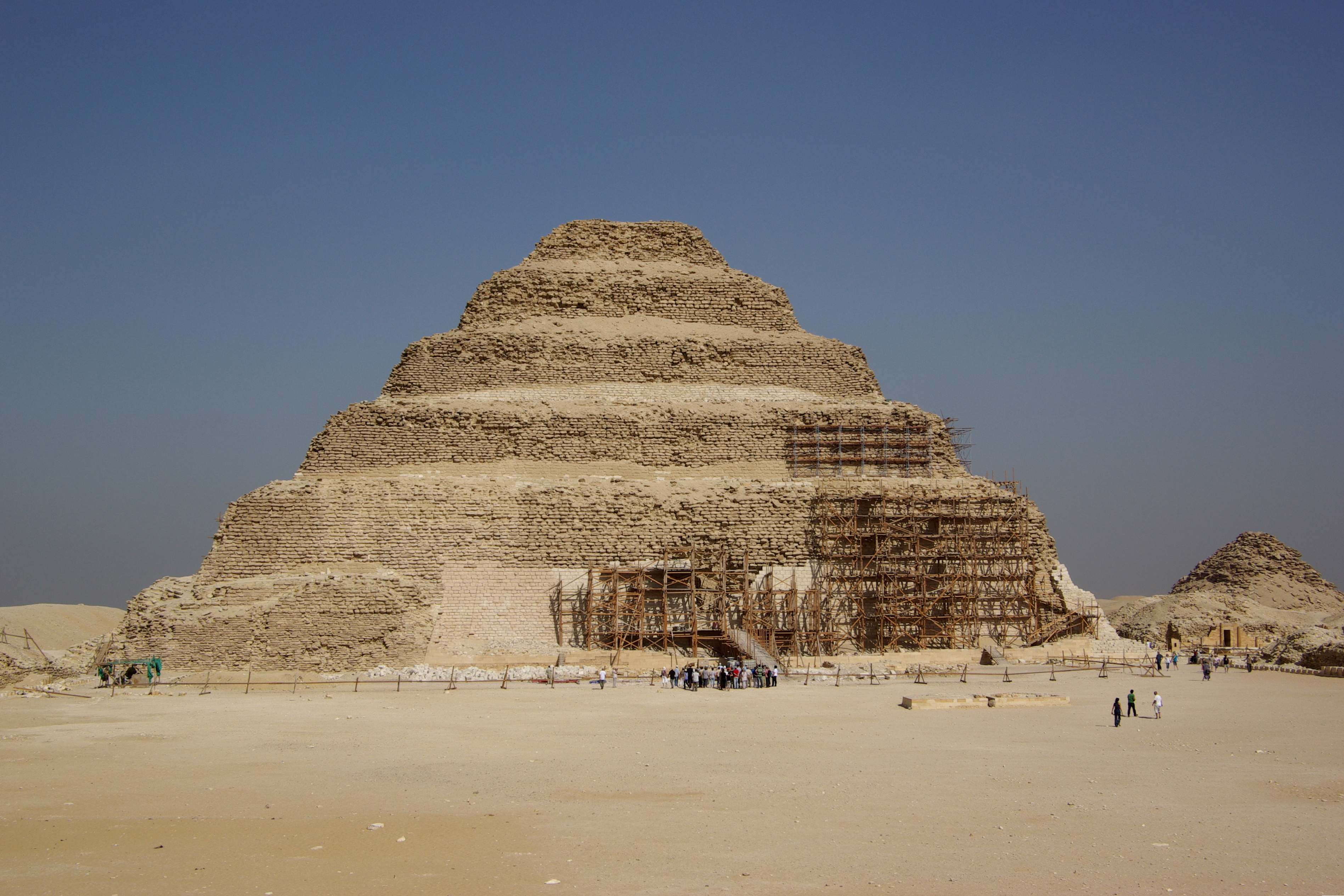
Kim tự tháp bậc thang của Djoser tại Saqqara

Djoser được chôn cất trong tháp kim tự tháp nổi tiếng của ông ở Saqqara. Kim tự tháp này ban đầu được xây dựng gần giống như là một mastaba hình vuông, nhưng sau đó năm mastaba khác đã được xếp chồng lên mastaba đầu tiên, và mỗi cái mastaba sau lại nhỏ hơn cái trước, cho đến công trình này trở thành kim tự tháp bậc thang đầu tiên của Ai Cập. Người chịu trách nhiệm giám sát công trình xây dựng này là đại tư tế Imhotep.

### Kim tự tháp

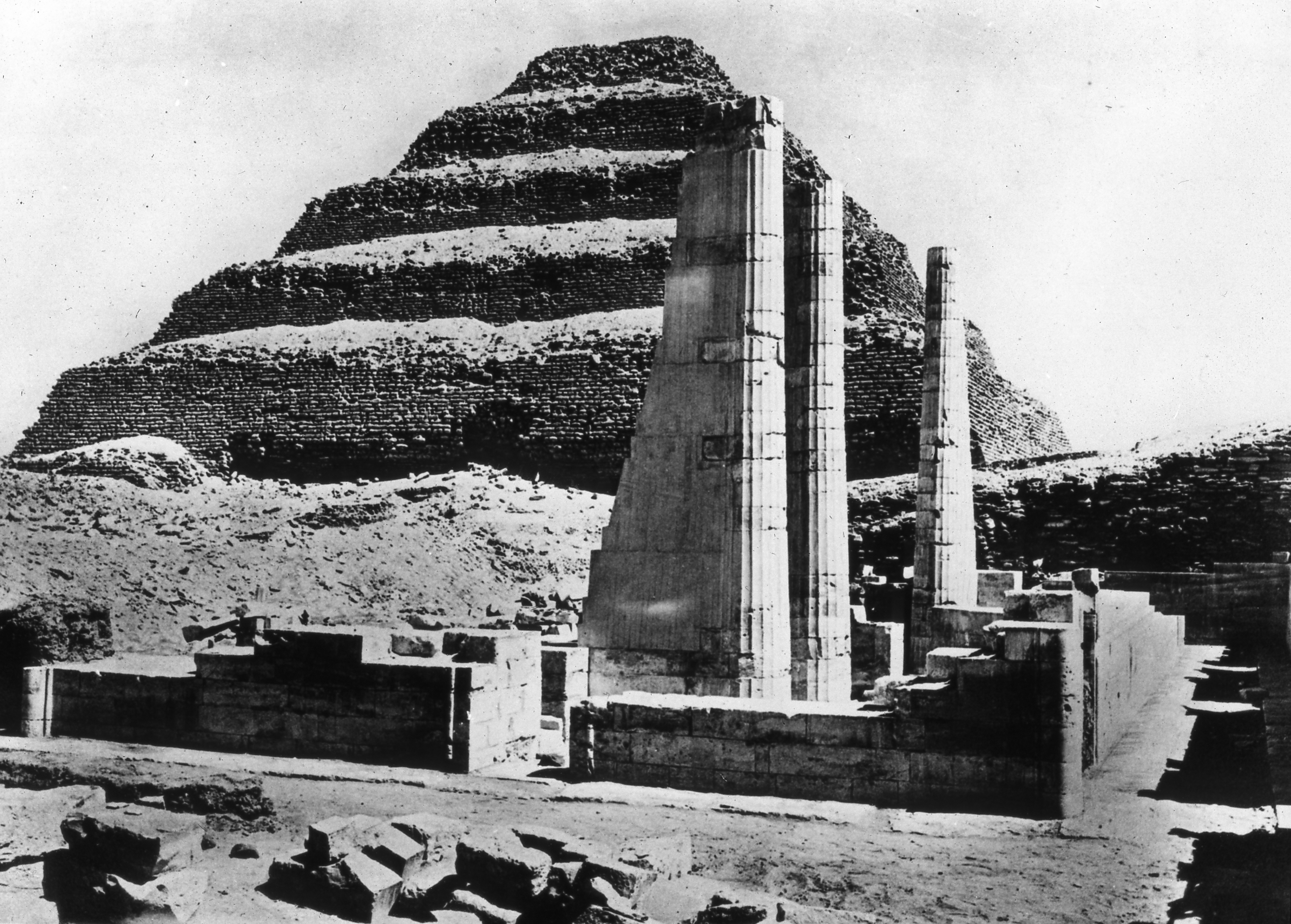
Kim tự tháp bậc thang và các cây cột bằng đá vôi.

Kim tự tháp bậc thang được xây dựng bằng đá vôi. Nó là một cấu trúc đồ sộ và bao gồm cả một hành lang kín duy nhất dẫn đến gần trung tâm của công trình, đoạn cuối của hành lanh này kết thúc vào trong một căn phòng thô, tại đây lối vào dẫn đến hầm mộ đã được giấu kín. Kim tự tháp này có chiều cao 62 mét và có kích thước phần móng là khoảng 125 X 109 mét. Nó được phủ ngoài bằng một lớp đá vôi trắng mịn.

### Cấu trúc ngầm

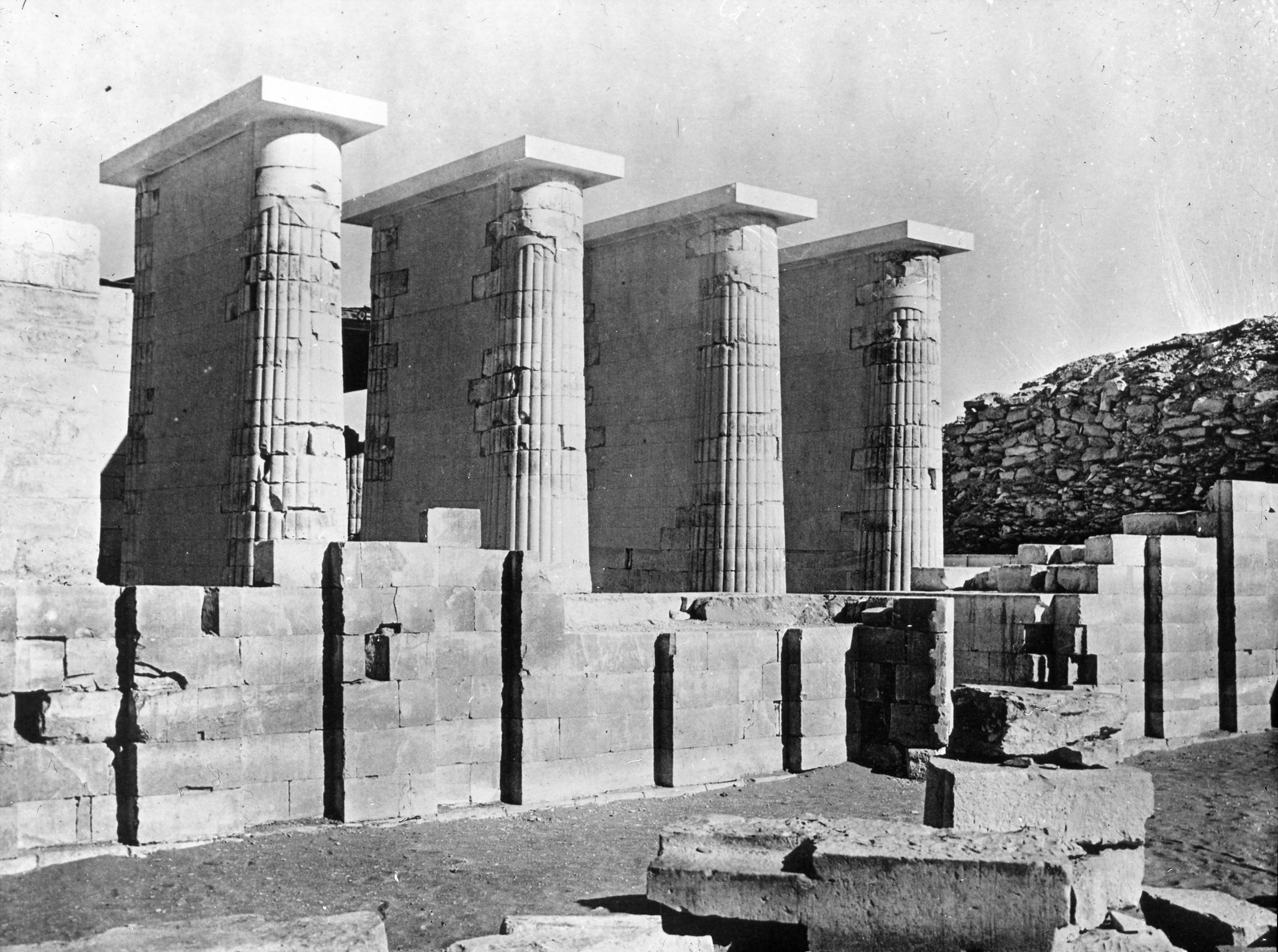
Hàng cột phía Tây khu phức hợp nghĩa trang của Djoser.

Bên dưới kim tự tháp bậc thang là một hệ thống mê cung ngầm khổng lồ bao gồm các dãy hành lang và những phòng chứa. Phòng chôn cất chính nằm ở trung tâm khu phức hợp ngầm này và được nối với bề mặt thông qua một đường ống sâu 28m. Có một phiến đá có trọng lượng 3,5 tấn được dùng để niêm phong lối vào của đường ống này. Phức hợp mai táng ngầm này bao gồm bốn dãy phòng trưng bày. Dãy phòng trưng bày phía đông có ba bức phù điêu bằng đá vôi khắc họa vua Djoser đang trải qua lễ hội Hebsed. Các bức tường xung quanh và nằm giữa các bức bích họa này được trang trí bằng những viên gạch bằng sứ có màu xanh lam. Trong khi đó các dãy phòng trưng bày khác lại vẫn chưa được hoàn thiện.
Ở phía đông của kim tự tháp, nằm sát ngay các phòng chứa màu xanh là 11 mộ ống khác có độ sâu từ 30 đến 32 mét và nằm chếch dần theo hướng tây. Các mộ hình ống từ I - V được sử dụng để chôn cất các thành viên thuộc hoàng gia, các mộ hình ống VI - XI đã được sử dụng như những ngôi mộ tượng trưng để chứa những đồ vật được chôn theo các vị tiên vương của triều đại thứ 1 và thứ 2. Người ta đã tìm thấy hơn 40.000 bình đá, bát đá và lọ đá được làm từ các loại vật liệu khác nhau trong các gian phòng này. Tên hoàng gia của các vị vua như Den, Semerkhet, Nynetjer và Sekhemib đã được chạm khắc lên những chiếc bình này. Điều này khiến các nhà nghiên cứu nghĩ rằng Djoser đã cho khôi phục lại những ngôi mộ ban đầu của các vị tiên vương và sau đó niêm phong đồ mai táng quý giá trong các gian phòng này để bảo vệ chúng.

### Phức hợp nghĩa trang
Kim tự tháp bậc thang của Djoser được bao quanh bởi một bức tường ngăn với chiều cao 10 m, bên trong là một cái sân rộng 37,06 acre (15 ha).Bên trong sân này còn có một số tòa nhà được dùng vào mục đích tôn giáo chẳng hạn như Lăng mộ phía Nam, Sân phía Nam, Sảnh đường phía Nam, Sảnh đường phía Bắc, Hàng cột Lối vào và Serdab với bức tượng ngồi nổi tiếng của Djoser.